# آلان هولدسورث
آلان هولدسورث (بالإنجليزية: Allan Holdsworth)‏ (مواليد 6 أغسطس 1946 في برادفورد - 15 أبريل 2017 في كاليفورنيا)، هو موسيقي وملحن ومنتج بريطاني بدأ مسيرته الفنية عام 1969، ومتخصص بعزف القيثارة. أصدر 12 ألبوماً كفنان منفرد، ولعب مجموعة متنوعة من الأساليب الموسيقية التي تمتد على مدى أكثر من أربعة عقود، ولكن اشتهر بعمله في دمج الجاز بأعماله.

## روابط خارجية
- آلان هولدسورث على موقع IMDb (الإنجليزية)
- آلان هولدسورث على موقع ميوزك برينز (الإنجليزية)
- آلان هولدسورث على موقع أول ميوزيك (الإنجليزية)
- آلان هولدسورث على موقع ديسكوغز (الإنجليزية)
- آلان هولدسورث على موقع قاعدة بيانات الفيلم (الإنجليزية)